# Juno (film)
Juno is een Amerikaanse Oscarwinnende film uit 2007 geregisseerd door Jason Reitman. De hoofdrollen worden vertolkt door Elliot Page en Michael Cera.
De film werd geprezen door een merendeel van de critici en werd genomineerd voor vier Oscars: beste film, beste vrouwelijke hoofdrol, beste regie en beste originele scenario. De film won die voor beste scenario, geschreven door Diablo Cody.
De film kwam in februari 2008 uit in Nederland en België. In Nederland draaide hij in 46 bioscopen.

## Verhaal
Na drie zwangerschapstesten kan ze het niet meer ontkennen; de 16-jarige Juno MacGuff is drie weken zwanger, als gevolg van een vrijpartij met klasgenoot Paulie Bleeker. Ze belt haar beste vriendin Leah en samen besluiten ze voor abortus te kiezen. Juno gaat in haar eentje naar de abortuskliniek maar verandert op het laatste moment van gedachten.
Samen met Leah zoekt ze in het park naar adoptieouders in advertenties in kranten. Al snel valt haar oog op Mark en Vanessa Loring. Nadat ze haar zwangerschap bekend heeft gemaakt en de plannen voor adoptie aan haar vader en stiefmoeder heeft gemeld, gaat ze met haar vader op bezoek bij het echtpaar Loring. Vanessa is naar eigen zeggen 'geboren om moeder te worden', maar is niet in staat om kinderen te krijgen. Het is echter Mark die verantwoordelijk is voor de doorslag, aangezien Juno veel interesses met hem deelt. Beiden houden ze ervan om muziek te maken en naar oude horrorfilms te kijken.
Nadat Juno een echo heeft gehad en te horen heeft gekregen dat de baby gezond is, rijdt ze naar de Lorings om het blijde nieuws mee te delen. Vanessa blijkt niet thuis te zijn en vanaf dat moment bouwen Juno en Mark een hechte band op. Ze ontdekt dat Mark graag muziek wil maken maar dat zijn passie onderdrukt wordt door Vanessa, die niets liever wil dan een kind. Omdat zij al eerder te maken heeft gehad met een zwangere dame die op het laatste moment het kind besloot te houden, is dit verlangen nog groter geworden. Ze gedraagt zich dan ook extra voorzichtig in het bijzijn van Juno.
Als Juno weer thuiskomt, is haar stiefmoeder echter ontzet. Ze denkt dat haar stiefdochter een affaire zal beginnen met Mark en wil dat ze hem met rust laat.
De maanden gaan voorbij en Juno's zwangere buik is hét gespreksonderwerp van de school. Leah is samen met Paulie de enige die haar nog normaal behandelt. Haar momenten met Paulie zijn echter ongemakkelijk, aangezien ze door de zwangerschap niet meer goed weten hoe ze zich tegenover elkaar moeten gedragen. Daarnaast ontwikkelt Juno ook nog eens gevoelens voor de vader van haar baby. Ze duwt hem van zich af, waarna hij met een ander meisje naar het schoolbal besluit te gaan, ondanks zijn voorkeur voor Juno. Juno confronteert hem hiermee en Paulie zegt dat ze hem nooit aardig heeft behandeld. Hij zegt dat ze zijn hart heeft gebroken en hij eigenlijk boos op haar zou moeten zijn.
Vlak voordat ze bevalt, besluit ze Mark nog een keer te bezoeken. Hij biecht op van Vanessa te willen scheiden en zegt nog lang niet klaar te zijn om vader te worden. Ze wordt boos en zegt dat hij bij haar zou moeten blijven. Ook vertelt ze dat ze niet wil dat haar baby bij een uiteengevallen gezin opgroeit. Als ze op het punt staat boos weg te gaan, komt Vanessa binnen. Ze merkt een emotionele Juno op en komt achter de waarheid. In Juno's bijzijn krijgen Mark en Vanessa ruzie en kort hierop scheiden ze. Juno oogt radeloos en emotioneel, maar laat een brief achter voor Vanessa waarop staat: 'Vanessa, if you're still in, I'm still in. Juno'.
Niet veel later besluit ze, na een diepgaand gesprek met haar vader, het bij te leggen met Paulie. Ze zoenen elkaar op het atletiekveld op school en krijgen een relatie. Als de atletiekverslaafde Paulie een grote wedstrijd heeft, breken de vliezen van Juno en bevalt ze van een zoon. Hoewel ze Paulie hier niet over heeft ingelicht, heeft hij al snel door wat er aan de hand is en zoekt haar op. Samen liggen ze in bed, terwijl Vanessa haar zoon ophaalt. Op dat moment is het duidelijk dat Juno tegen haar heeft gezegd de baby alsnog aan haar af te willen staan.
In de laatste scène fietst Juno naar Paulie, waar ze samen een liedje op hun gitaren spelen. Eerder in de film suggereerde Paulie om na de zwangerschap verder te willen gaan met hun bandje. Na het liedje zoenen ze elkaar.

## Productie
Brad Silberling, de regisseur van Lemony Snicket's A Series of Unfortunate Events (2004), kwam in november 2005 op het idee de film te maken en ging in onderhandeling met Mandate Pictures. De studio besloot toestemming te geven de film te maken, maar Silberling trok zich al snel terug vanwege conflicten en werd in juli 2006 vervangen door Jason Reitman, die eerder zijn debuut maakte met Thank You for Smoking (2005).
Reitman zag Page in de film Hard Candy (2005) en was onmiddellijk onder de indruk. Page aarzelde na het lezen van het scenario geen moment en besloot mee te werken aan de film. In oktober 2006 werd aangekondigd dat zowel Page als Cera de hoofdrollen zouden vertolken in de film. Actrice Jennifer Garner werd in januari 2007 een castlid. Op 22 februari dat jaar werden ook Jason Bateman en Allison Janney aangekondigd. Niet veel later begonnen de opnamen in Vancouver.
De opnamen van de film zaten er al na enkele maanden op. De film ging voor het eerst in première op een filmfestival in september 2007. Juno ging verscheidene filmfestivals af, waaronder het Internationaal filmfestival van Toronto en het International Film Festival Rotterdam. De film werd in de Verenigde Staten voor het eerst in bioscopen uitgezonden op 5 december 2007 en werd in Nederland en België op 7 februari 2008 uitgebracht.

## Rolverdeling
- Juno MacGuff (gespeeld door Elliot Page[a]) is een 16-jarige tiener die tijdens haar zoektocht naar zichzelf per ongeluk zwanger raakt van Paulie Bleeker. Ze neemt geen blad voor de mond en zegt altijd waar het op staat.
- Paulie Bleeker (gespeeld door Michael Cera) is een klasgenoot van Juno, verslaafd aan atletiek en oranje Tic-Tac's. Hij is een nerd die zich daarbij neer heeft gelegd en is verliefd op Juno.
- Vanessa Loring (gespeeld door Jennifer Garner) is de vrouw van Mark en de mogelijke adoptiemoeder van de baby van Juno. Ze is geboren om moeder te worden en weet dan ook niet goed hoe ze zichzelf moet zijn in het bijzijn van Juno, door de angst diens baby niet te mogen adopteren.
- Mark Loring (gespeeld door Jason Bateman) is de man van Vanessa en liefhebber van muziek en horrorfilms. Hij had ooit de ambitie om een rockster te worden, maar heeft zijn ambities achter zich gelaten toen hij trouwde met Vanessa. Hij is de mogelijke adoptievader van Juno's baby en weet een goede band op te bouwen met de zwangere tiener.
- Bren MacGuff (gespeeld door Allison Janney) is de stiefmoeder van Juno en de vrouw van Mac. Ze is nagelstyliste die dol is op honden.
- Mac MacGuff (gespeeld door J.K. Simmons) is de vader van Juno. Hij staat altijd klaar voor zijn dochter en neemt het niet zwaar op als ze vertelt zwanger te zijn.
- Leah (gespeeld door Olivia Thirlby) is de beste vriendin van Juno. Ze valt op oudere mannen en hoewel ze seksueel actief is, wil ze niet dat haar moeder daarvan af weet. Ze is een van de weinigen die nog klaarstaat voor Juno als ze zwanger is.

### Verdere personages
- Eileen Pedde als Gerta Rauss
- Rainn Wilson als Rollo
- Daniel Clark als Steve Rendazo
- Darla Fay als Bleeker's moeder
- Aman Johal als Vijay
- Valerie Tian als Su-Chin Qah
- Emily Perkins als punk-receptioniste

## Ontvangst
De film had slechts een budget van $7.500.000 en bracht tot nu toe meer dan $229 miljoen op. Hij werd in de Verenigde Staten goed ontvangen. De bekende criticus Roger Ebert noemde hem de beste film van het jaar en vertelde dat Page – die destijds als vrouw door het leven ging – de beste actrice van deze periode is. Verder kreeg de film lof van het merendeel van de critici, zoals de Los Angeles Times en New York Times
In Nederland werd de film ook geprezen door de critici. Het Nederlandse filmblad FilmValley gaf de film een 8,4/10 met als toelichting dat het een "innemende en herkenbare film" en "oorspronkelijke en scherpe komedie met knap scenario en ijzersterke Ellen Page" is. De film was een publiekslieveling op het Rotterdamse filmfestival en werd in de NRC Next vergeleken met Little Miss Sunshine (2006) en Ghost World (2001). Het blad schreef ook dat "Juno het recht verovert om gewoon te zijn". De film kreeg ook alle lof van het Nederlandse filmblad Preview.

## Prijzen

### Gewonnen
- 80ste Oscaruitreiking
  - Beste originele scenario - Diablo Cody
- British Academy Film Awards
  - Beste Scenario
- Critics' Choice Awards
  - Beste Schrijver - Diablo Cody
  - Beste Comedy
- National Board of Review
  - Beste Vrouwelijke Doorbrekende Rol - Elliot Page
  - Beste Schrijver - Diablo Cody
- Satellite Awards
  - Beste Actrice (Musical of Comedy) - Elliot Page
  - Beste Film (Musical of Comedy)
- Rome Film Feast
  - Beste Film
- Writers Guild of America Awards
  - Beste Scenario - Diablo Cody

### Genomineerd
- 80ste Oscaruitreiking
  - Beste film
  - Beste vrouwelijke hoofdrol - Elliot Page
  - Beste regie - Jason Reitman
- 65e Golden Globe Awards
  - Beste film (Musical of comedy) (gewonnen door Sweeney Todd)
  - Beste actrice (Musical of Comedy) - Elliot Page (gewonnen door Marion Cotillard)
  - Beste scenario - Diablo Cody (gewonnen door Joel en Ethan Coen)
- British Academy Film Awards
  - Beste Actrice - Elliot Page (gewonnen door Marion Cotillard)
- Critics' Choice Awards
  - Beste Actrice - Elliot Page (gewonnen door Julie Christie)
  - Beste Ensemble Cast - Elliot Page, Michael Cera, J.K. Simmons, Olivia Thirlby, Allison Janney, Jennifer Garner en Jason Bateman (gewonnen door Hairspray)
- Film Independent Spirit Awards
  - Beste film
  - Beste actrice - Elliot Page
  - Beste regie - Jason Reitman
  - Beste scenario - Diablo Cody
- 14e Screen Actors Guild Awards
  - Beste vrouwelijke acteur in een hoofdrol - Elliot Page (gewonnen door Julie Christie)